# سيغما الميزان
سيغما الميزان (بالإنجليزية: Sigma Librae)‏ أو (Librae σ) عرف عند العرب باسم الزبان الجنوبي هو نجم في كوكبة الميزان. قدره الظاهري +3.29  ، مما يجلعه نجم من القدر الثالث ويمكن رؤيتة بالعين المجردة. استنادا إلى قياسات التزيح، يقبع النجم على مسافة نحو 288 سنة ضوئية (88 فرسخ) من الأرض، مع هامش خطأ 2٪. وفي تلك المسافة، يتضاءل قدره البصري بنسبة 0.20 ± 0.17 نحو الانقراض بسبب تداخل الغاز والغبار.

## تسميات
في ما سبق في قائمة باير كان يسمى ("Gamma Scorpii - " γ Sco)  لم يتغير اسمه حتى القرن 19 باسم باير الحالي «سيغما الميزان». وتم الاتفاق على الاسم الجديد من طرف 3 لجان من الاتحاد الفلكي الدولي يوم 31 يوليو، 1930.
لديه أسماء لاتينية "الذراع – Brachium " و "القرن - Cornu "، وله أسماء عربية فرعية "الزبان الجنوبي” متشارك مع Alpha Librae .

## خصائص
سيغما الميزان له فئة الطيفية M3 / M4 III، يضعه في مرحلة تطور عملاق أحمر. هذا النجم متغير شبه منتظم مع فترة نبض واحد كل 20 يوم. ويظهر اختلاف طفيف في القدر من 0.10-0.15 خلال مدة وجيزة من 15-20 دقيقة، مع دورات تتكرر كل 2.5 -3.0 ساعة. هذا الشكل من التغير يشير إلى أن النجم على مقربة مرحلة عملاق يولد طاقته من خلال الاندماج النووي للهيدروجين والهيليوم في نواته التي لها قلب خامل من الكربون والأوكسجين.